# ثوم يافاوي
الثوم اليافاوي (باللاتينية: Allium tel-avivense) نوع نباتي عشبي يتبع جنس الثوم من الفصيلة الثومية.

## الموئل والانتشار
ينتشر في بلاد الشام ووادي النيل.

## مرادفات للاسم العلمي
- (باللاتينية: Allium aschersonianum subsp. tel-avivense (Eig) Oppenh.)